# Reina Hispanoamericana
Reina Sudamericana è un concorso di bellezza annuale a cui partecipano circa quindici nazioni provenienti dall'America Latina.

## Storia
Il concorso nasce nel 1991 con il nome South American Queen, e la prima edizione si tiene a Santa Cruz de la Sierra in Bolivia. Dal 2003 le partecipanti al concorso sono state ridotte a dieci rappresentanti dei paesi dell'America Latina; nel 2004 le concorrenti di Panama e Costa Rica dell'America centrale sono state ammesse al concorso e dal 2006 si sono unite al concorso le concorrenti della Repubblica Dominicana, del Nicaragua, di Porto Rico e della Spagna. Nel 2007 il Messico, il Guatemala, l'Honduras e gli Stati Uniti si sono uniti al concorso, ed il concorso è stato ribattezzato con l'attuale Reina Hispanoamericana. Il concorso è stato organizzato da Promociones Gloria, con base in Bolivia. La seconda classificata al concorso viene definita Virreina Hispanoamericana.

## Albo d'oro
| Anno | Reina Hispanoamericana          | Nazione               | Virreina Hispanoamericana        | Nazione               | Sede                |
| ---- | ------------------------------- | --------------------- | -------------------------------- | --------------------- | ------------------- |
| 1991 | Patricia Godói                  | Brasile               | Vivian Benítez                   | Paraguay              | Santa Cruz, Bolivia |
| 1992 | Francis Gago                    | Venezuela             | Raquel Chaparro                  | Colombia              | Santa Cruz, Bolivia |
| 1993 | Paola Vintimilla                | Ecuador               | Savka Pollak                     | Cile                  | Santa Cruz, Bolivia |
| 1994 | Liliana González                | Paraguay              | Solange Pastor                   | Venezuela             | Santa Cruz, Bolivia |
| 1995 | Carolina Taís Müller            | Brasile               | María Auxiliadora González       | Venezuela             | Santa Cruz, Bolivia |
| 1996 | Helga Bauer (detronizzata)      | Bolivia               | Gabriela Vergara (Sostituta)     | Venezuela             | Santa Cruz, Bolivia |
| 1996 | Gabriela Vergara (succeditrice) | Venezuela             | Tonka Tomicic (Nuova virreina)   | Cile                  | Santa Cruz, Bolivia |
| 1997 | Patricia Fuenmayor              | Venezuela             | Verónica Larrieu                 | Bolivia               | Santa Cruz, Bolivia |
| 1998 | Susana Barrientos               | Bolivia               | Daira Lambis                     | Venezuela             | Santa Cruz, Bolivia |
| 1999 | Jenny Vaca Paz                  | Bolivia               | Karen Larrea                     | Brasile               | Santa Cruz, Bolivia |
| 2000 | Ligia Petit                     | Venezuela             | Natalia Figueras                 | Uruguay               | Santa Cruz, Bolivia |
| 2001 | María Rocío Stevenson           | Colombia              | Norelys Rodríguez                | Venezuela             | Santa Cruz, Bolivia |
| 2002 | Marcela Ruete                   | Ecuador               | Irene Aguilera                   | Bolivia               | Santa Cruz, Bolivia |
| 2003 | Cecília Valarini                | Brasile               | María Fernanda Tóndolo           | Venezuela             | Santa Cruz, Bolivia |
| 2004 | Tania Domanickzy                | Paraguay              | Mónica Jaramillo                 | Colombia              | Cochabamba, Bolivia |
| 2005 | Diana Milena Cepeda             | Colombia              | Priscila Del Salto               | Ecuador               | Cochabamba, Bolivia |
| 2006 | Francine Eickemberg             | Brasile               | Ana María Ortíz                  | Bolivia               | Santa Cruz, Bolivia |
| 2007 | Massiel Taveras                 | Repubblica Dominicana | Jane De Sousa Borges             | Brasile               | Santa Cruz, Bolivia |
| 2008 | Laura Zúñiga (detronizzata)     | Messico               | Vivian Noronha (Sostituta)       | Brasile               | Santa Cruz, Bolivia |
| 2008 | Vivian Noronha (succeditrice)   | Brasile               | Gabriela Rejala (Nuova virreina) | Paraguay              | Santa Cruz, Bolivia |
| 2009 | Adriana Vasini                  | Venezuela             | Sandra Vinces                    | Ecuador               | Santa Cruz, Bolivia |
| 2010 | Caroline Medina                 | Venezuela             | Egni Eckert                      | Paraguay              | Santa Cruz, Bolivia |
| 2011 | Evalina Van Putten              | Curaçao               | María Jesús Matthei              | Cile                  | Santa Cruz, Bolivia |
| 2012 | Sarodj Bertin                   | Haiti                 | Juliana Sampaio                  | Spagna                | Santa Cruz, Bolivia |
| 2013 | María Alejandra López           | Colombia              | Yaritza Reyes                    | Repubblica Dominicana | Santa Cruz, Bolivia |

### Nazioni per numero di vittorie
| Nazione/territorio | Titolo | Anni vincenti                                  |
| ------------------ | ------ | ---------------------------------------------- |
| Venezuela          | 6      | 1992, 1996 (sostituta), 1997, 2000, 2009, 2010 |
| Brasile            | 5      | 1991, 1995, 2003, 2006, 2008 (sostituta)       |
| Colombia           | 3      | 2001, 2005, 2013                               |
| Bolivia            | 3      | 1996 (detronizzata), 1998, 1999                |
| Paraguay           | 2      | 1994, 2004                                     |
| Ecuador            | 2      | 1993, 2002                                     |
| Messico            | 1      | 2008 (detronizzata)                            |
| Rep. Dominicana    | 1      | 2007                                           |
| Curaçao            | 1      | 2011                                           |
| Haiti              | 1      | 2012                                           |